# Іваненко Григорій Григорович
Григорій Григорович Іваненко  (рік народження невідомий — пом. близько 1790) — військовий і політичний діяч, останній полковник переяславський (1766—1782).

## Біографія
Із запровадженням на Лівобережній Україні поділу на намісництва територія полку була поділена між повітами Київського намісництва, причому 8 з 18 його сотень були розформовані між різними повітами. Указом від 9 липня 1783 року Переяславський полк був реорганізований у регулярний кінний карабінерний полк російської армії. Переяславське козацтво ще деякий час продовжувало існувати як стан, проте вже не становило окремої автономної військової одиниці.